# アイザック・ボンガ
アイザック・ボンガ（Isaac Evolue Etue Bofenda Bonga、1999年11月8日 - ）は、ドイツ・ノイヴィート出身のプロバスケットボール選手。ポジションはスモールフォワード。

## 来歴

### 生い立ち
ドイツで生まれ育つ。両親は共にコンゴ人だが、ボンガが生まれる前にドイツに移住していた。

### スカイライナーズ・フランクフルト(2016-2018)
アマチュアのクラブチームでの活躍を評価され、2016年6月にドイツのプロバスケットボールリーグ、バスケットボール・ブンデスリーガのスカイライナーズ・フランクフルトと4年契約を結んだ。16歳でデビューを飾るなど、ヨーロッパで最も期待される若手の一人として注目されていた。2017年5月1日、2018年のNBAドラフトにエントリーした。

### ロサンゼルス・レイカーズ(2018-2019)
2018年6月21日、ドラフト2巡目全体39位でフィラデルフィア・セブンティシクサーズから指名を受けたが、7月6日にドラフト指名権、金銭とのトレードで交渉権がロサンゼルス・レイカーズへ移り、レイカーズと契約した。2018-2019シーズンの開幕はGリーグで迎え、12月7日のサンアントニオ・スパーズ戦でNBAデビューしたが、同月20日に再びGリーグへ送られた。結局1年目はNBAで22試合に出場したが、平均5.5分の出場にとどまり、平均スタッツも軒並み0点台と苦しんだ。

### ワシントン・ウィザーズ(2019-2021)
2019年6月28日、大型補強に向けてサラリーキャップに空きを作りたいレイカーズの意向から、3チーム間のトレードでモリツ・ワグナーと共にワシントン・ウィザーズに移籍した。

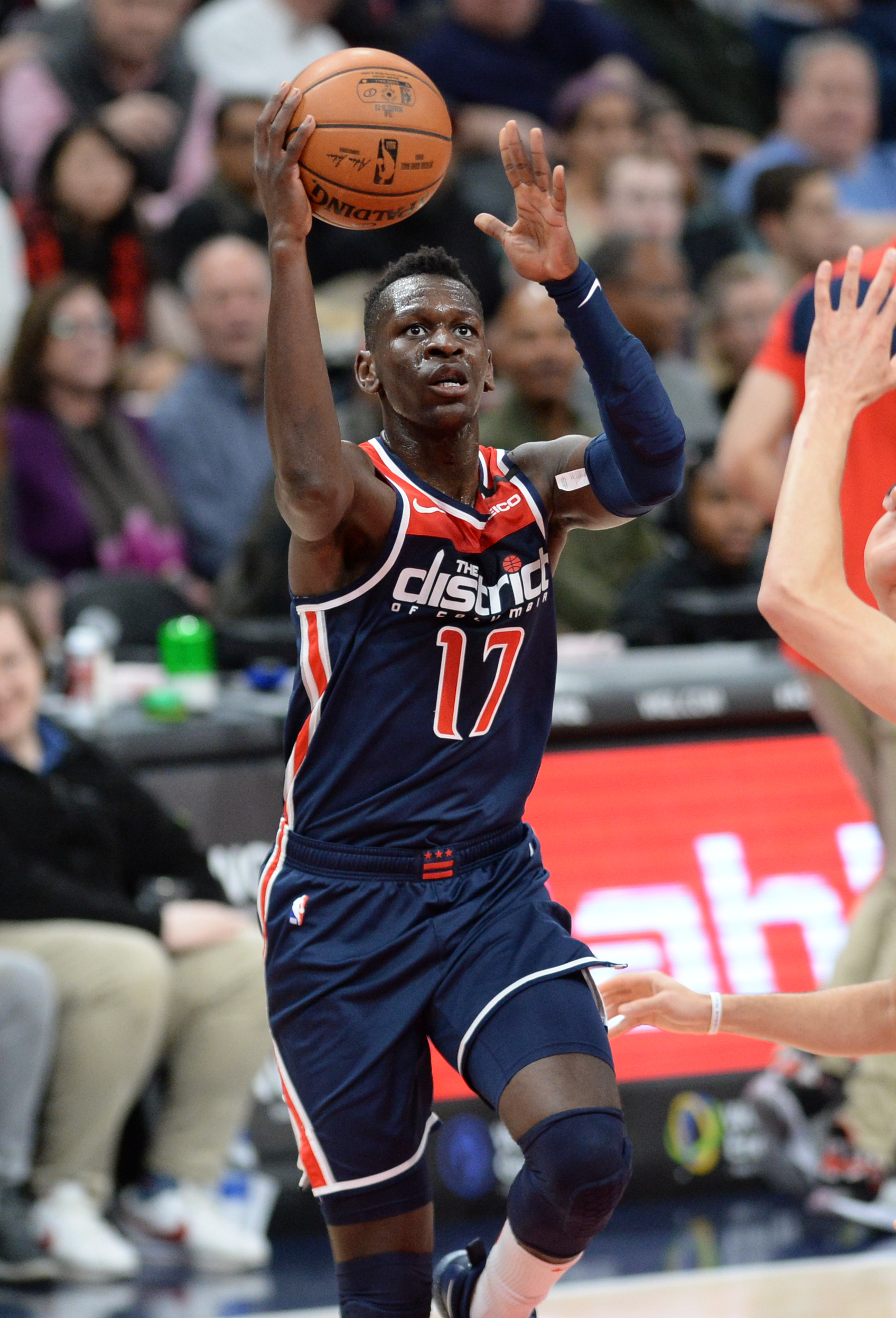
ウィザーズ在籍時(2020年)

### トロント・ラプターズ(2021-2022)
2021年8月12日にフリーエージェントとしてトロントラプターズと署名した。

### バイエルン・ミュンヘン(2022-2024)
2022年8月19日、ユーロリーグとバスケットボール・ブンデスリーガに所属するバイエルン・ミュンヘンと2年契約を結び母国復帰となった。

### KKパルチザン(2024-)
2024年8月19日、ユーロリーグとABAリーグに所属するKKパルチザンへの加入が発表された。

## NBA個人成績

### レギュラーシーズン
| シーズン | チーム | GP | GS | MPG  | FG%  | 3P%  | FT%  | RPG | APG | SPG | BPG | PPG |
| -------- | ------ | -- | -- | ---- | ---- | ---- | ---- | --- | --- | --- | --- | --- |
| 2018–19  | LAL    | 22 | 0  | 5.5  | .152 | .000 | .600 | 1.1 | .7  | .4  | .2  | .9  |
| 2019–20  | WAS    | 66 | 49 | 18.9 | .504 | .352 | .812 | 3.4 | 1.2 | .7  | .3  | 5.0 |
| Career   | Career | 88 | 49 | 15.6 | .461 | .316 | .780 | 2.8 | 1.0 | .6  | .3  | 4.0 |

## 人物・エピソード
兄のタルシスはサッカー選手で、2024年からハレシャーFCに所属している。